# Домбровский (герб)
Домбровский (пол. Dąbrowski) — польский дворянский герб.

## Описание
В красном поле девица в белой одежде с распущенными волосами и в золотой короне, трубящая в две золотые трубы на обе стороны. В нашлемнике видна подобная же выходящая дева между двух золотых труб, за которые она держится. Герб Домбровский внесён в Часть 1 Гербовника дворянских родов Царства Польского, стр. 148.

## Герб используют
Czepelin, Dąbrowski Домбровский, Kremski, Mądry, Sczupliński, Szczupliński